# Aurieyall Scott
Aurieyall Scott (ur. 18 maja 1992 w Atlancie w stanie Georgia) – amerykańska lekkoatletka, sprinterka.
W 2012 sięgnęła po dwa złote medale młodzieżowych mistrzostw NACAC w Irapuato. Rok później została złotą medalistką uniwersjady w Kazaniu na dystansie 100 metrów. Medalistka mistrzostw NCAA.

## Osiągnięcia
| Rok  | Impreza                       | Miejsce  | Konkurencja             | Lokata     | Wynik |
| ---- | ----------------------------- | -------- | ----------------------- | ---------- | ----- |
| 2012 | Młodzieżowe mistrzostwa NACAC | Irapuato | bieg na 100 metrów      | 1. miejsce | 11,19 |
| 2012 | Młodzieżowe mistrzostwa NACAC | Irapuato | sztafeta 4 × 100 metrów | 1. miejsce | 43,58 |
| 2013 | Uniwersjada                   | Kazań    | bieg na 100 metrów      | 1. miejsce | 11,28 |

## Rekordy życiowe
- Bieg na 60 metrów (hala) – 7,13 (2013)
- Bieg na 100 metrów – 10,96 (2013)
- Bieg na 200 metrów (stadion) – 22,46 (2013)
- Bieg na 200 metrów (hala) – 22,68 (2013)